# Asplenium multiforme
Asplenium multiforme là một loài dương xỉ trong họ Aspleniaceae. Loài này được Krasser mô tả khoa học đầu tiên năm 1900.
Danh pháp khoa học của loài này chưa được làm sáng tỏ. 